# РХМ-2
РХМ-2 — советская разведывательная химическая машина. Создана на базе гусеничного легкобронированного авиадесантируемого бронетранспортёра ГТ-МУ.

## Описание конструкции
Основным назначением РХМ-2 является радиационная и химическая разведка местности во время применения оружия массового поражения. Кроме того машина может использоваться при авариях на производствах химической и атомной промышленности.

### Вооружение
Собственное вооружение в РХМ-2 отсутствует, однако в комплекте поставки имеется ручной противотанковый гранатомёт РПГ-18, а также гранаты Ф-1.

### Средства наблюдения и связи
Для ведения химической разведки в машине имеется автоматический газосигнализатор ГСА-12, войсковой прибор химической разведки ВПХР, а также приборы ППХР и ПРХР. Для ведения радиационной разведки в РХМ-2 установлены приборы ДП-3Б и ДП-5В. Контроль над грунтом местности производится с помощью оборудования для отбора проб КПО-1. Для предупреждения об опасности в комплекте РХМ-2 предусмотрены средства постановки знаков ограждения КЗО-2. Машина способна вести химическую разведку местности со скоростью 30 км/ч, а биологическую и радиационную со скоростью 5 км/ч.
Связь между членами экипажа производится через танковое переговорное устройство Р-124. Внешнюю связь осуществляет УКВ радиостанция Р-123.

### Ходовая часть
Всё оборудование машины размещено на модифицированном шасси гусеничного легкобронированного авиадесантируемого бронетранспортёра ГТ-МУ. Шасси обеспечивает защиту экипажа от действия радиационного излучения с кратностью ослабления от 2,6 до 4 раз. Машина способна десантироваться, однако без экипажа. Подвеска РХМ-2 индивидуальная торсионная.

## Модификации
- РХМ-2 — базовый вариант
- РХМ-2С — модифицированная версия (состояла на вооружение подразделений химзащиты советских ВДВ с 1989 года)

## Оценка машины
Применительно к ВДВ принятие на вооружение такой машины было несомненным шагом вперёд. В сравнении с ранее стоявшими РХМ типа УАЗ-469рхб РХМ-2С обладала целым рядом достоинств; и при этом, была довольно недорогой в отличие семейства на базе БМД-1/БТР-Д.
В условиях современного боя РХМ-2 имеет ряд недостатков. К основным недостаткам относятся низкий уровень бронирования и невозможность десантировать экипаж в корпусе машины. Кроме того, неудачно расположены сидения экипажа, вследствие чего состав машины подвержен влиянию противотанковых мин.